# Victoria (conseil législatif)
Ne doit pas être confondu avec Victoria (division sénatoriale canadienne).
Division du Conseil législatif du Québec
Victoria est une division du Conseil législatif du Québec ayant existé de 1867 à 1968. Elle est abolie en même temps que le Conseil lui-même.

## Liste des conseillers
| Années | Années      | Conseiller législatif  | Parti           |
| ------ | ----------- | ---------------------- | --------------- |
|        | 1867 - 1888 | James Ferrier          | Conservateur    |
|        | 1888        | Hugh Mackay            | Libéral         |
|        | 1888 - 1910 | James Kewley Ward      | Libéral         |
|        | 1911 - 1922 | George Robert Smith    | Libéral         |
|        | 1923 - 1932 | Henry Miles            | Libéral         |
|        | 1932 - 1940 | Gordon Wallace Scott   | Libéral         |
|        | 1942 - 1946 | George Gordon Hyde     | Libéral         |
|        | 1946 - 1968 | George Buchanan Foster | Union nationale |